# Peter Stetina
Peter Stetina (* 8. August 1987 in Boulder) ist ein US-amerikanischer Radrennfahrer.

## Werdegang
Peter Stetina wurde 2005 US-amerikanischer Juniorenmeister im Straßenrennen und in den Jahren 2008 und 2009 US-Meister der U23 im Einzelzeitfahren. Mit einer Etappe der Ronde de l’Isard gewann er 2009 sein erstes Rennen des internationalen Kalenders.
Zur Saison 2010 erhielt Stetina seinen ersten Vertrag bei einem Radsportteam der höchsten UCI-Kategorie, dem Team Garmin-Transitions, für das er mit dem Giro d’Italia 2011 seine erste von bis 2019 acht „Grand Tours“ bestritt und als 22. beendete. 2012 gehörte er zu der Mannschaft, die mit Ryder Hesjedal den Giro d’Italia gewann. Als Gesamtvierter der Tour de Langkawi 2013 erzielte er sein bestes Ergebnis bei einer Rundfahrt.
Stetina wechselte 2014 zum BMC Racing Team und nach zwei weiteren Jahren zu Trek-Segafredo. Er gewann 2017 eine Etappe des Cascade Cycling Classic und wurde Gesamtfünfter des Colorado Classic. Nachdem Stetina in der Saison 2019 bereits neben dem Straßenradsport auch Gravelrennen bestritten hatte, verließ er Trek-Segafredo zum Ende der Saison und beendete seine Karriere als Radprofi, um sich vollständig Gravel- und Langdistanz-Mountainbike-Rennen zu widmen. Seitdem ist Stetina als Privatfahrer aktiv und bestreitet regelmäßig Rennen vorrangig in seiner Heimat.

## Familie
Peter Stetina stammt aus einer Radsportlerfamilie. Sein Vater Dale Stetina gewann unter anderem die Gesamtwertung der Vuelta a Costa Rica und zweimal das Cascade Cycling Classic. Sein Onkel Wayne Stetina wurde zweimal US-amerikanischer Zeitfahrmeister.

## Erfolge
2005
- US-amerikanischer Meister – Straßenrennen (Junioren)

2008
- US-amerikanischer Meister – Einzelzeitfahren (U23)

2009
- eine Etappe Ronde de l’Isard
- US-amerikanischer Meister – Einzelzeitfahren (U23)

2012
- Mannschaftszeitfahren Giro d’Italia
- Mannschaftszeitfahren Tour of Utah

2017
- eine Etappe Cascade Cycling Classic

## Grand-Tour-Platzierungen
| Grand Tour            | 2011 | 2012 | 2013 | 2014 | 2015 | 2016 | 2017 | 2018 | 2019 |
| --------------------- | ---- | ---- | ---- | ---- | ---- | ---- | ---- | ---- | ---- |
| Giro d’ItaliaGiro     | 22   | 27   | 52   | –    | –    | –    | 46   | –    | –    |
| Tour de FranceTour    | –    | –    | –    | 35   | –    | 46   | –    | –    | –    |
| Vuelta a EspañaVuelta | –    | –    | –    | –    | –    | –    | 31   | –    | 28   |